# Traité entre le Népal et le Tibet de 1856
Le traité entre le Népal et le Tibet de 1856, aussi appelé traité de paix de Thapathali, est un traité inégal, signé le 24 mars 1856 par le Tibet et le royaume du Népal sous contrôle du Raj britannique, après la guerre anglo-népalaise. il a été abrogé à la suite d'un accord entre le Népal et la république populaire de Chine signé le 20 septembre 1956.

## Histoire

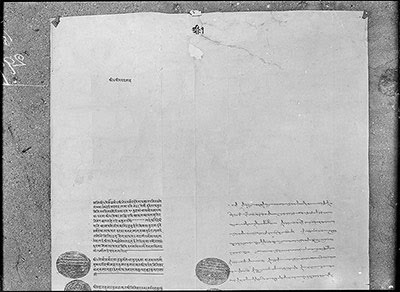
Traité entre le Népal et le Tibet de 1856

En 1846, le commandant en chef Jung Bahadur Rana, devient Premier ministre et s’arroge les pouvoirs du roi du Népal maintenu de façon symbolique. Insatisfait de l’accord avec le Tibet de 1792, Jang Bahadur envahit le Tibet jusqu’à Kyirong. Peu après cette guerre, des négociations furent ouvertes, sans que la Chine ne soit partie prenante. Le 24 mars 1856, un traité est signé entre le Tibet et le Népal. 
Le traité était très avantageux politiquement et commercialement pour le Népal. 
Ce traité donna au Népal le droit de nommer ses envoyés au Tibet, les Vakil ou Bhardar,. Selon Charles Bell, ils ne devaient pas être choisis parmi la communauté newar. 
En 1955, pour adhérer à l'ONU, le Népal prouva sa souveraineté sur la base de ses traités avec le Tibet, les seuls traités internationaux dont ce pays disposait,.
En 1956, le traité de 1856 est abrogé par un accord commercial signé par la république populaire de Chine et le Népal.